# Сакаев, Константин Руфович
Константи́н Ру́фович Сака́ев (род. 13 апреля 1974, Ленинград) — советский и российский шахматист, гроссмейстер (1993). Двукратный победитель шахматных олимпиад (1998 и 2000 гг.) в составе команды России. Многократный победитель командных чемпионатов России.

## Биография
Вырос в шахматной семье. Научился играть в четырехлетнем возрасте. Общее образование получил в 222 средней школе г. Ленинграда (б. Петришуле). Занимался в шахматной школе при Ленинградском Дворце пионеров под руководством В. В. Шишмарева. В начале девяностых его наставником был А. М. Лукин. Окончил экономический факультет Ленинградского государственного университета.
Чемпион СССР до 18 лет 1990 года. В том же году победил на чемпионате мира до 16 лет в Сингапуре, повторил свой успех в 1992 в группе среди игроков не старше 18 лет в Германии.
Был участником нескольких чемпионатов Ленинграда, в 1990 превзошёл соперников и завоевал чемпионский титул. В 1999 победил на чемпионате России. В составе команды России дважды становился первым на олимпиадах (1998 и 2000 гг.). На чемпионате ФИДЕ 2001 / 2002 дошёл до 3-го этапа, где проиграл Е. И. Барееву. Обладатель Кубка России 2006. На чемпионате Европы в 2007 году в Дрездене разделил 1-е место с 6-ю другими участниками. В тай-брейке уступил Э. Д. Сутовскому и занял 6-е место. В международных турнирах: 1-е место в Дортмунде (1991), Дохе (1993), Таллине (2001) и Копенгагене (2005).
Часто выступает в клубных соревнованиях. Среди прочего принимал участие в командных чемпионатах России, Германии (Bremer SG, SG Porz), Франции (Mulhouse Philidor) и Сербии. Побеждал в командных чемпионатах России 1992 (сборная Санкт-Петербурга, 3-я доска), 1995 («Новая Сибирь», 2-я доска), 2000 («Лентрансгаз», 2-я доска), 2001 («Лентрансгаз», 2-я доска), 2006 («Урал», 7-я доска). Стал серебряным призером командных чемпионатов России 2004 («Макс Вен», 3-я доска), 2005 («Макс Вен», 4-я доска), 2007 («Урал», 8-я доска), 2010 (ШФ Санкт-Петербурга, 7-я доска) гг., бронзовым призером чемпионатов 2002 («Лентрансгаз», 2-я доска) и 2008 (ТПС, Саранск, 2-я доска).
Занимается тренерской работой. В разное время ассистировал В. Б. Крамнику, А. В. Халифману, Н. М. Иоселиани и Е. В. Алексееву.
Является автором нескольких книг, в первую очередь по шахматной теории.

## Книги
- Линарес 2002 / Константин Сакаев СПб. : Гроссмейстер. шк. шахмат, 2002
- Sakaev, Konstantin, and Semko Semkov. 2003. The Queen’s gambit accepted: 1.d4 d5 2.c4 dc4. Current theory and practice series. Sofia, Bulgaria: Chess Stars.
- Sakaev, Konstantin. 2004. How to get the edge against the Gruenfeld: 1.d4 Nf6 2.c4 g6. Current theory and practice series. Sofia, Bulgaria: Chess Stars.
- Sakaev, Konstantin, and Semko Semkov. 2005. Latest trends in the semi-Slav Anti-Meran: 1.d4 d5 2.c4 c6 3.Nc3 Nf6 4.e3 e6 5.Nf3 Nbd7 6.Qc2. Current theory and practice series. Sofia: Chess Stars.
- Sakaev, Konstantin. (2006). An Expert’s Guide to the 7.bc4 Gruenfeld. Chess Stars.
- Complete Slav I. Chess Evolution; 1st edition (2012). 347 с. ISBN 839346563X
- Учебник шахматной стратегии. Самоучитель/помощник для тренера, том 1. Москва 2015, 360 с.

## Изменения рейтинга
| Графики недоступны из-за технических проблем. См. информацию на Фабрикаторе и на mediawiki.org. |